# خنوشیناک
خنوشیناک (به ارمنی: Խնուշինակ )؛ خان اوبا (ترکی آذربایجانی: Xanoba) یک منطقهٔ مسکونی در جمهوری آرتساخ است که در استان مارتونی واقع شده‌است.